# Katie Boulter
Katie Boulter (nascida em 1º de agosto de 1996) é uma tenista profissional inglesa e a atual jogadora feminina nº 1 britânica.
Boulter, natural de  Woodhouse Eaves, em Leicestershire, ganhou sete títulos de simples e quatro títulos de duplas no Circuito Feminino da ITF. Em 4 de março de 2024, ela alcançou sua melhor classificação de simples no 27º lugar mundial. Em 31 de dezembro de 2018, ela alcançou a posição 431 no ranking de duplas WTA.
Boulter foi classificada como a tenista júnior nº 10 do mundo em março de 2014. Ela trabalha no  National Tennis Centre da Lawn Tennis Association em Roehampton e é treinada por Jeremy Bates, Nigel Sears [en] e Mark Taylor.

## Vida pregressa e pessoal
A mãe de Boulter jogou tênis em nível de condado e representou a Grã-Bretanha algumas vezes. A própria Boulter começou a jogar tênis aos 5 anos, e passou a representar a Grã-Bretanha três anos depois, aos 8 anos. Ela disse que quando era mais nova, vencer o irmão mais velho era um fator motivador. "Costumávamos praticar juntos em uma quadra local perto de nossa casa. Foi a única coisa em que consegui vencê-lo, então foi ótimo."
Boulter tocava piano antes de sua carreira no tênis começar a ter precedência. Ela também se interessa por moda e apareceu na revista Vogue em 2018. Ela é torcedora do Leicester City Football Club. Boulter está atualmente em um relacionamento com o tenista australiano Alex de Minaur.

## Carreira

### 2008–2013: Melhoria constante
Seguindo o caminho de Anna Kournikova, Boulter se mostrou promissora em 2008, quando ganhou o Lemon Bowl em Roma, aos 11 anos. Ela se classificou em 2011, aos 14 anos, para se tornar uma finalista no Junior Orange Bowl Tennis Championships em Coral Gables, Flórida. Os finalistas anteriores incluíram Andy Murray e Caroline Wozniacki. Ela foi premiada com o Aegon Junior Player Award naquele mês.
Boulter conquistou seu primeiro título de dupla sênior em um evento de US$ 10k em Sharm El Sheikh em novembro de 2013.

### 2014: Sucesso em duplas, primeiro título de simples sênior
Em janeiro de 2014, Boulter teve mais sucesso em duplas e foi finalista no evento de duplas femininas do Australian Open com Ivana Jorović [en]. Em maio de 2014, em Sharm El Sheikh, Boulter conquistou seu primeiro título de simples sênior sobre a também britânica Eden Silva [en]. Ela também conquistou o título de duplas no mesmo evento ao lado de Nina Stojanović [en], para quem havia perdido uma final anterior em simples. Um mês depois, Boulter recebeu um "wild card" para a qualificatória de Wimbledon, perdendo na primeira rodada para a italiana Alberta Brianti em uma partida de três sets que durou duas horas e meia.

### 2018: Primeira segunda rodada de um Grand Slam, estreia no top 100
2018 se tornou seu ano de tênis de maior sucesso. Ela ganhou seu primeiro título individual de US$ 25k no evento em Óbidos, Portugal, em abril. Em maio, Boulter ganhou mais um título de simples no evento de US$ 60k em Fukuoka, Japão. Apesar de cair na primeira rodada da qualificatória para o Aberto da França, Boulter manteve sua boa forma na temporada de quadra de grama. Ela recebeu um "wild card" para o Nottingham Open e alcançou suas primeiras quartas de final da WTA lá. Em julho de 2018, ela recebeu um "wild card" para o evento de US$ 100k em quadra de grama em Southsea, Inglaterra, onde caiu para Kirsten Flipkens na final em três sets.
Ela então recebeu um "wild card" para a chave principal de Wimbledon, onde venceu sua partida da primeira rodada sobre Verónica Cepede Royg. Ela perdeu na segunda rodada para Naomi Osaka, em dois sets.
Ela terminou o ano em 100º lugar.

### 2019: Segunda rodada do Australian Open
Boulter começou a temporada em Hobart, Tasmânia, onde não passou pela qualificatória, perdendo para Greet Minnen [en] em três sets. Seu próximo torneio foi o Australian Open. Ela derrotou Ekaterina Makarova, em três sets, com a primeira ocorrência no Australian Open de um "tiebreak" do terceiro set, vencendo o tiebreak por 10–6. No entanto, sua campanha terminou na segunda rodada com uma derrota por sets diretos para Aryna Sabalenka.
Seu próximo torneio foi o St. Petersburg Ladies Trophy, durante o qual ela derrotou Bernarda Pera, Katarina Zavatska [en] e Ysaline Bonaventure na qualificatória. Ela então perdeu para Ekaterina Alexandrova na primeira rodada em três sets. No Aberto do México, ela derrotou Conny Perrin [en], em dois sets, antes de se retirar do jogo contra a quinta cabeça de chave, Sofia Kenin. No Miami Open, entrando como a sexta cabeça de chave na qualificatória, ela perdeu para Marie Bouzková em dois sets.
Em abril, Boulter sofreu uma fratura por estresse na coluna enquanto jogava pela Grã-Bretanha na Fed Cup.

### 2020–2021: Outra segunda rodada de Wimbledon
No Australian Open de 2020, ela perdeu na primeira rodada para Elina Svitolina. No Australian Open de 2021, ela sofreu uma derrota na primeira rodada contra Daria Kasatkina. Em Wimbledon, ela venceu a vinda da qualificatória Danielle Lao na primeira rodada, antes de perder para Aryna Sabalenka em três sets, na segunda. No US Open de 2021, ela perdeu na primeira rodada para Liudmila Samsonova.

### 2022: Primeiras vitórias entre as 10 primeiras
Tendo vencido um torneio da ITF em fevereiro de 2022, Boulter teve que se retirar do evento WTA em Lyon em março devido a uma lesão na perna.
Boulter perdeu a temporada em quadra de saibro, mas voltou no Nottingham Open em junho, onde passou pela qualificatória para derrotar Tatjana Maria na primeira rodada, antes de perder para Ajla Tomljanović. Com um "wild card" concedido para o Birmingham Classic, ela derrotou Alison Riske (primeira vitória no top 40) e Caroline Garcia, antes de perder para Simona Halep. Em Eastbourne, ela também recebeu um "wild card" e derrotou a quarta cabeça-de-chave e número 7 do mundo, Karolína Plíšková, para sua primeira vitória entre as 10 primeiras. Na rodada seguinte ela perdeu para Petra Kvitová em três sets.
Em Wimbledon, Boulter novamente derrotou Plíšková em três sets para avançar para a terceira rodada de um torneio importante pela primeira vez em sua carreira. Na terceira rodada, Boulter perdeu para Harmony Tan [en], em dois sets.

### 2023
Boulter começou a temporada vencendo o evento de US$ 60k  Canberra International em janeiro.
Boulter se tornou a jogadora britânica n° 1 em 12 de junho de 2023, após chegar à semifinal no Surbiton Trophy [en]. No mesmo mês ela chegou às quartas de final no Nottingham Open como uma das quatro jogadoras britânicas pela primeira vez histórica em um evento WTA. Ela deu um passo adiante para alcançar sua primeira semifinal WTA com uma vitória sobre a compatriota Harriet Dart. Na sequência, ela derrotou Heather Watson para marcar uma final totalmente britânica com  Jodie Burrage desde 1977. Como resultado, ela voltou ao top 100 no ranking. Na final, ela conquistou seu primeiro título de um torneio WTA na carreira, vencendo Burrage em sets diretos.

### 2024
No início do ano, Boulter participou com o Time Reino Unido da United Cup. Lá, em suas partidas de simples, ela venceu Ajla Tomljanovic do Time Austrália em sets diretos, Jessica Pegula do Time Estados Unidos em três sets. Logo depois, participou do Adelaide International no qual, depois de passar pela qualificatória, perdeu para Ana Bogdan na primeira rodada da chave principal em sets diretos. Depois disso, partiu para o Australian Open, no qual venceu  Yuan Yue na primeira rodada em sets diretos e perdeu para a "cabeça de chave" N° 12, Qinwen Zheng na segunda também em sets diretos.
Prosseguindo sua campanha em quadras duras, agora na Europa, Boulter participou do Upper Austria Ladies Linz, onde venceu a cabeça de chave N° 6 Jasmine Paolini, na primeira rodada em sets diretos e perdeu para Anastasia Pavlyuchenkova na segunda também em sets diretos. No giro americano, ela teve um excelente desempenho no San Diego Open, onde passou por Lesia Tsurenko em sets diretos, a cabeça de chave N° 2 Beatriz Haddad Maia em jogo de três sets, Donna Vekic em sets diretos e Emma Navarro também em sets diretos, para chegar à final. Na final, ela venceu a cabeça de chave N° 6 Marta Kostyuk de virada em jogo de três set, ficando com o título. Em Indian Wells, ela perdeu na primeira rodada para Camila Giorgi em sets diretos. No Miami Open, passou por Brenda Fruhvirtova [en], com desistência da adversária e por Beatriz Haddad Maia em sets diretos para chegar às oitavas de final onde perdeu para Victoria Azarenka em sets diretos.
Boulter iniciou a temporada em quadras de saibro participando da Copa Billie Jean King onde venceu seu jogo contra Clara Burel e perdeu contra Diane Parry ambos os jogos em sets diretos. No Aberto de Madri, ela perdeu seu jogo de estreia para Robin Montgomery [en] em jogo de três sets. O mesmo aconteceu no Aberto de Roma, onde como cabeça de chave N° 26, ela perdeu seu jogo de estreia para Rebecca Šramková [en] em sets diretos. No Aberto da França, como cabeça de chave N° 26, perdeu na primeira rodada para Paula Badosa, em jogo de três sets. Seu próximo compromisso, foi o Nottingham Open, no qual chegou ao bicampeonato nesse torneio, vencendo Karolína Plíšková na final em jogo de três sets, depois de ter perdido o primeiro.